# Przestrzeń sprzężona (analiza funkcjonalna)
Przestrzeń sprzężona (także dualna lub dwoista) – przestrzeń wszystkich ciągłych funkcjonałów liniowych określonych na danej przestrzeni unormowanej lub, nieco ogólniej, przestrzeni liniowo-topologicznej. Przestrzeń sprzężoną do przestrzeni {\displaystyle X} oznacza się często {\displaystyle X^{*}} lub {\displaystyle X'.} Parę {\displaystyle (X,X^{*})} nazywa się parą dualną. Współczesna terminologia pochodzi od Bourbakiego. W przeszłości były też używane nazwy: polarer Raum (niem., dosł. przestrzeń polarna/biegunowa) – Hans Hahn, transponierter Raum (niem., dosł. przestrzeń transponowana)/espace conjugué (fr., dosł. przestrzeń dołączona) – Juliusz Schauder, adjoint space (ang., dosł. przestrzeń dołączona) – Leonidas Alaoglu.
W kontekście analizy funkcjonalnej dla odróżnienia od przestrzeni sprzężonej algebraicznie, w której nie zakłada się ciągłości funkcjonałów, mówi się czasami o przestrzeni sprzężonej topologicznie. W skrajnych przypadkach przestrzeń sprzężona algebraicznie może mieć bogatą strukturę, podczas gdy sprzężona topologicznie może być trywialna. W klasie przestrzeni skończenie wymiarowych oba pojęcia pokrywają się.
Wyniki ogólnej teorii przestrzeni sprzężonych znajdują zastosowanie w wielu dziedzinach matematyki, np. w równaniach różniczkowych i całkowych, czy teorii aproksymacji. Przykładowo teoria dystrybucji zrodzona z potrzeb fizyki, zbudowana jest w oparciu o funkcjonały liniowe i ciągłe na pewnej przestrzeni liniowo-topologicznej (tzw. przestrzeni funkcji próbnych).

## Definicja formalna
Niech {\displaystyle X} będzie przestrzenią liniowo-topologiczną nad ciałem {\displaystyle K} liczb rzeczywistych lub zespolonych. Zbiór {\displaystyle X^{*}} wszystkich funkcjonałów liniowych i ciągłych
{\displaystyle \varphi \colon X\to K}
nazywa się przestrzenią sprzężoną do {\displaystyle X.}

## Przestrzeń sprzężona do przestrzeni unormowanej
W dalszej części artykułu {\displaystyle X} oznaczać będzie nietrywialną przestrzeń unormowaną nad ciałem {\displaystyle K} liczb rzeczywistych lub zespolonych. W przestrzeni {\displaystyle X^{*}} można w naturalny sposób wprowadzić normę: jest nią funkcjonał
{\displaystyle \|x^{*}\|=\sup\{|x^{*}x|\colon \|x\|\leqslant 1\}.}
O ile nie prowadzi to do nieporozumień, normę w przestrzeni {\displaystyle X^{*}} często oznacza się tym samym symbolem, co normę w {\displaystyle X.} W przeciwnym przypadku przy jej symbolu umieszcza się w indeksie dolnym oznaczenie przestrzeni, w której rozpatrywana jest norma, np. {\displaystyle \|y\|_{X^{*}}.}
- Ciała liczb rzeczywistych i zespolonych z naturalną metryką modułową są przestrzeniami metrycznymi zupełnymi. Na mocy twierdzenia Banacha-Steinhausa, przestrzeń {\displaystyle X^{*}} jest przestrzenią Banacha (bez względu na to, czy jest nią {\displaystyle X}).
- Jeżeli {\displaystyle X^{*}} jest przestrzenią ośrodkową, to istnieje taki zbiór przeliczalny {\displaystyle A^{*},} zawarty w kuli jednostkowej przestrzeni {\displaystyle X^{*},} że

{\displaystyle \|x\|=\sup\{|x^{*}x|\colon \,x^{*}\in A^{*}\}} dla {\displaystyle x\in X.}
- Jeżeli przestrzeń {\displaystyle X^{*}} jest ośrodkowa, to {\displaystyle X} też taka jest. Twierdzenie odwrotne jest fałszywe, mianowicie przestrzenią sprzężoną do (ośrodkowej) przestrzeni {\displaystyle L^{1}(\mathbb {R} )} jest przestrzeń {\displaystyle L^{\infty }(\mathbb {R} ),} która nie jest ośrodkowa.

## Topologie w przestrzeni sprzężonej
Jeśli {\displaystyle \sigma } jest topologią w przestrzeni liniowo-topologicznej {\displaystyle Y,} to symbolem {\displaystyle \sigma ^{w}} oznacza się słabą topologię w {\displaystyle Y,} to znaczy najsłabszą topologię, względem której wszystkie odwzorowania z {\displaystyle Y^{*}} są ciągłe.
W przestrzeni {\displaystyle Y^{*}} można rozważać również topologię *-słabą, to znaczy najsłabszą topologię, względem której każde z odwzorowań
{\displaystyle \Phi _{y}\colon Y^{*}\to K,\;y\in Y}
postaci
{\displaystyle \Phi _{y}y^{*}=y^{*}y,\,y^{*}\in Y^{*}}
jest ciągłe. {\displaystyle Y^{*}} z topologią *-słabą jest przestrzenią lokalnie wypukłą.
Podsumowując, jeżeli {\displaystyle X} jest przestrzenią unormowaną, to w przestrzeni {\displaystyle X^{*}} można wprowadzić co najmniej trzy różne topologie:
- mocną topologię {\displaystyle \tau ^{*},} czyli topologię wyznaczoną przez normę w {\displaystyle X^{*},}
- słabą topologię {\displaystyle (\tau ^{*})^{w},}
- *-słabą topologię {\displaystyle \tau ^{w^{*}},}

Zachodzi między nimi następujący związek:
{\displaystyle \tau ^{w^{*}}\subseteq (\tau ^{*})^{w}\subseteq \tau ^{*},}
przy czym
{\displaystyle \tau ^{w^{*}}=(\tau ^{*})^{w}}
wtedy i tylko wtedy, gdy {\displaystyle X} jest przestrzenią refleksywną (czyli gdy {\displaystyle X^{*}} jest przestrzenią refleksywną). Równość ta jest konsekwencją jednego z fundamentalnych twierdzeń analizy funkcjonalnej – tzw. twierdzenia Banacha-Alaoglu. Równość topologii *-słabej i mocnej zachodzi wtedy i tylko wtedy, gdy {\displaystyle X} jest skończenie wymiarowa.
- Niech {\displaystyle X} będzie przestrzenią Banacha. Podzbiór przestrzeni {\displaystyle X^{*}} jest ograniczony wtedy i tylko wtedy, gdy jest *-słabo ograniczony.
- Jeśli {\displaystyle X} jest przestrzenią Banacha, to *-słabo zwarte podzbiory {\displaystyle X^{*}} są ograniczone.
- Jeśli {\displaystyle X} jest przestrzenią nieskończenie wymiarową, to każdy niepusty *-słabo otwarty podzbiór {\displaystyle X^{*}} jest nieograniczony. Co więcej, każde *-słabe (otwarte) otoczenie zera zawiera nieskończenie wymiarową podprzestrzeń liniową.
- Topologia *-słaba jest metryzowalna wtedy i tylko wtedy, gdy {\displaystyle X} jest skończenie wymiarowa.

### Ograniczona topologia *-słaba
Istnieje jeszcze jeden, w pewien sposób naturalny, rodzaj topologii wprowadzanej w przestrzeni {\displaystyle X^{*}} – tzw. ograniczona topologia *-słaba zdefiniowana w roku 1950 przez Jeana Dieudonné.
Niech dla każdego {\displaystyle x^{*}\in X^{*}} oraz dla każdego ciągu {\displaystyle (x_{n})} punktów przestrzeni {\displaystyle X} zbieżnego (w normie) do zera będzie dany zbiór
{\displaystyle B(x^{*},(x_{n}))=\{y^{*}\in X^{*}\colon |(y^{*}-x^{*})x_{n}|<1,\,n\in \mathbb {N} \}.}
Rodzina zbiorów tej postaci tworzy bazę pewnej topologii w przestrzeni {\displaystyle X^{*},} którą nazywa się ograniczoną topologią *-słabą. Przestrzeń {\displaystyle X^{*}} z tą topologią jest przestrzenią lokalnie wypukłą. Jeżeli symbol {\displaystyle \tau ^{bw^{*}}} oznaczać będzie ograniczoną topologię *-słabą, to między wspomnianymi wcześniej topologiami zachodzi następujący związek:
{\displaystyle \tau ^{w^{*}}\subseteq \tau ^{bw^{*}}\subseteq \tau ^{*}.}
Ograniczona topologia *-słaba oraz topologia *-słaba pokrywają się (w sensie topologii podprzestrzeni) na ograniczonych podzbiorach {\displaystyle X^{*}.} Własność ta uzasadnia nazwę tego pojęcia. Natychmiastowym wnioskiem z tej obserwacji jest fakt, iż jeśli {\displaystyle (x_{n}^{*})} jest ograniczonym ciągiem punktów {\displaystyle X^{*},} to jest on zbieżny w sensie ograniczonej topologii *-słabej do pewnego punktu {\displaystyle x_{0}^{*}} tej przestrzeni wtedy i tylko wtedy, gdy jest *-słabo zbieżny do {\displaystyle x_{0}^{*}.}
Mimo iż {\displaystyle X^{*}} z topologią normy jest przestrzenią Banacha, to jednak poniższe twierdzenie dość dobrze ilustruje związek zupełności przestrzeni {\displaystyle X} z topologią *-słabą jej przestrzeni sprzężonej:
Jeśli {\displaystyle X} jest przestrzenią Banacha, to topologie: *-słaba i ograniczona *-słaba pokrywają się, to znaczy
{\displaystyle \tau ^{w^{*}}=\tau ^{bw^{*}}.}
Prawdziwe, jest też twierdzenie odwrotne, które można sformułować nieco inaczej:
Jeśli {\displaystyle X} jest przestrzenią unormowaną, która nie jest przestrzenią Banacha, to
{\displaystyle \tau ^{w^{*}}\neq \tau ^{bw^{*}}.}

#### Twierdzenie Krejna-Szmuljana
Przy okazji omawiania (ograniczonej) *-słabej topologii w przestrzeni sprzężonej wartym odnotowania jest twierdzenie Krejna-Szmuljana (nazywane czasem twierdzeniem Banacha-Krejna-Szmuljana) udowodnione w 1940 przez Marka Krejna i Witolda Lwowicza Šmuliana.
Niech {\displaystyle X} będzie przestrzenią Banacha oraz {\displaystyle B^{*}} będzie kulą jednostkową w {\displaystyle X^{*}.} Jeśli {\displaystyle C} jest wypukłym podzbiorem {\displaystyle X^{*},} to jest on *-słabo domknięty wtedy i tylko wtedy, gdy dla każdego {\displaystyle t>0} zbiór
{\displaystyle C\cap tB^{*}}
jest *-słabo domknięty.

## Druga przestrzeń sprzeżona
Niech {\displaystyle X} będzie przestrzenią unormowaną. Przestrzeń {\displaystyle X^{**}} jest przestrzenią Banacha niezależnie od tego czy {\displaystyle X} jest przestrzenią zupełną czy nie (zob. twierdzenie Banacha-Steinhausa), więc jako taka ma swoją przestrzeń sprzeżoną {\displaystyle X^{**}} (analogicznie definiuje się trzecią przestrzeń sprzężoną {\displaystyle X^{***}} czy {\displaystyle n}-tą {\displaystyle X^{(n)}}). Jeżeli {\displaystyle B} i {\displaystyle B^{*}} oznaczają domknięte kule jednostkowe przestrzeni, odpowiednio, {\displaystyle X} i {\displaystyle X^{*},} to
{\displaystyle {\begin{array}{rcl}\|f\|&=&\sup\{|\langle f,x\rangle |\colon \,x\in B\}\;\;\;(f\in X^{*}),\\\|x\|&=&\sup\{|\langle f,x\rangle |\colon \,f\in B^{*}\}\;\;\;(x\in X),\end{array}}}
przy czym druga z powyższych równości zachodzi na mocy twierdzenia o wydobywaniu normy (wniosku z twierdzenia Hahna-Banacha). Istnieje kanoniczne włożenie
{\displaystyle \kappa _{X}\colon X\to X^{**}}
dane wzorem
{\displaystyle \langle \kappa _{X}(x),f\rangle =\langle f,x\rangle \quad (x\in X,f\in X^{*}).}

### Izometryczność zanurzenia kanonicznego
Dla wszystkich funkcjonałów {\displaystyle f} z {\displaystyle X^{*}} i wszystkich elementów {\displaystyle x} z przestrzeni {\displaystyle X} zachodzi nierówność
{\displaystyle |\langle f,x\rangle |\leqslant \|f\|\|x\|,}
więc odwzorowanie κX jest izometrią, gdyż dla każdego elementu {\displaystyle x} przestrzeni {\displaystyle X} spełniona jest równość:
{\displaystyle {\begin{array}{lcl}\|\kappa _{X}(x)\|&=&\sup\{|\langle \kappa _{X}(x),f\rangle |\colon \,f\in B^{*}\}\\&=&\sup\{|\langle f,x\rangle |\colon \,f\in B^{*}\}\\&=&\|x\|.\end{array}}}
Odwzorowanie κX nie musi być suriektywne. Przestrzenie Banacha dla których κX jest suriekcją nazywane są przestrzeniami refleksywnymi. Klasyczne twierdzenie Goldstine’a mówi, że obraz kuli jednostkowej poprzez odwzorowanie κX jest gęstym podzbiorem kuli jednostkowej w {\displaystyle X^{**}} w tzw. {\displaystyle X^{*}}-topologii, tzn. topologii *-słabej w przestrzeni {\displaystyle X^{**}.}

## Przestrzenie Banacha o wspólnej przestrzeni sprzężonej
Niezomorficzne przestrzenie Banacha mogą mieć izomorficzne (a nawet izometryczne) przestrzenie sprzężone. Dla przykładu, dla każdej pary różnych liczb porządkowych {\displaystyle \alpha ,\beta <\omega _{1}} przestrzenie Banacha funkcji ciągłych
{\displaystyle C[0,\omega ^{\omega ^{\alpha }}],C[0,\omega ^{\omega ^{\beta }}]}
nie są izomorficzne (gdyż, na przykład, mają różny indeks Szlenka, który jest niezmiennikiem izomorficznym), jednak ich przestrzeń sprzężona jest izometryczna z przestrzenią ℓ1. Istnieją dziedzicznie nierozkładalne przestrzenie Banacha {\displaystyle E} o przestrzeni sprzężonej izometrycznej z ℓ1.
Istnieją także pary {\displaystyle (E,F)} przestrzeni Banacha, w których jedna jest ośrodkowa, a druga nieośrodkowa (nawet o gęstości continuum), których przestrzenie sprzężone są izometrycznie izomorficzne. Na przykład:
- {\displaystyle E=C[0,1],\,F=C[0,1]\oplus _{\infty }c_{0}(\mathbb {R} ),}
- {\displaystyle E=JT,\,F=JT\oplus _{2}\ell _{2}(\mathbb {R} ),}

gdzie {\displaystyle JT} oznacza przestrzeń skonstruowaną przez R.C. Jamesa.

## Reprezentacje elementów
W przypadku wielu konkretnych przestrzeni, takich jak:
- wszystkie przestrzenie Hilberta,
- przestrzeń funkcji ciągłych znikających w nieskończoności,
- przestrzenie ciągów ograniczonych i ciągów zbieżnych do zera,
- przestrzenie Lp,
- przestrzenie Sobolewa

można opisać postać elementów ich przestrzeni sprzężonych i dokonać pewnych wygodnych utożsamień. Wiele z twierdzeń reprezentacyjnych tego typu nosi nazwisko Frigyesa Riesza.

### Przestrzenie Hilberta
Niech {\displaystyle H} będzie przestrzenią Hilberta. Dla każdego {\displaystyle x^{*}\in H^{*}} istnieje taki element {\displaystyle a\in H,} że
{\displaystyle x^{*}x=\langle x,a\rangle } dla każdego {\displaystyle x\in H.}
Wynika stąd, że każda rzeczywista/zespolona przestrzeń Hilberta {\displaystyle H} jest liniowo/antyliniowo izometrycznie izomorficzna z {\displaystyle H^{*}.} Wynik ten ma zasadnicze znaczenie dla teorii przestrzeni Hilberta, a także znajduje zastosowanie, na przykład w mechanice kwantowej.

### Przestrzenie funkcji ciągłych
Istnieje wiele wariantów twierdzenia Riesza związanych z reprezentacją funkcjonałów liniowych i ciągłych na przestrzeniach funkcji ciągłych. Jednym z ogólniejszych przypadków jest twierdzenie reprezentacyjne dla przestrzeni funkcji ciągłych znikających w nieskończoności. Mówi się, że funkcja
{\displaystyle f\colon \Omega \to \mathbb {C} ,}
gdzie {\displaystyle \Omega } jest przestrzenią lokalnie zwartą, znika w nieskończoności, gdy dla dowolnego {\displaystyle \varepsilon >0} istnieje taki zbiór zwarty {\displaystyle C\subseteq \Omega ,} że
{\displaystyle |f(x)|<\varepsilon } dla {\displaystyle x\in \Omega \setminus C.}
Przestrzeń funkcji ciągłych na przestrzeni lokalnie zwartej {\displaystyle \Omega ,} znikających w nieskończoności tworzy przestrzeń Banacha, którą oznacza się symbolem {\displaystyle C_{0}(\Omega ).}
Gdy {\displaystyle \Omega } jest przestrzenią zwartą, to każda określona na niej funkcja zespolona znika w nieskończoności. Z tej przyczyny często używa się, w tym przypadku, symbolu {\displaystyle C(\Omega )} zamiast {\displaystyle C_{0}(\Omega ).}

#### Twierdzenie Riesza
Niech {\displaystyle \Omega } będzie lokalnie zwartą przestrzenią Hausdorffa. Dla każdego {\displaystyle x^{*}\in C_{0}(\Omega )^{*}} istnieje dokładnie jedna przeliczalnie addytywna regularna zespolona miara borelowska {\displaystyle \mu \colon {\mathcal {B}}(\Omega )\to \mathbb {C} } taka, że
{\displaystyle x^{*}x=\int \limits _{\Omega }x(t)\mu (dt)}
dla każdego {\displaystyle x\in C_{0}(\Omega ).} Ponadto
{\displaystyle \|x^{*}\|=|\mu |(\Omega ),}
gdzie {\displaystyle |\mu |} oznacza wahanie całkowite miary {\displaystyle \mu .} Przez regularną miarę zespoloną rozumie się miarę zespoloną, której wahanie całkowite jest miarą regularną (w klasycznym sensie). Więcej na temat twierdzenia Riesza można znaleźć w pracy Williama Arvesona, Notes on measure and integration in locally compact spaces.
Wspomnianie wyżej twierdzenie Riesza-Markowa sformułowane jest w najogólniejszej i bardzo abstrakcyjnej postaci. W roku 1909 Riesz udowodnił to twierdzenie dla przedziałów domkniętych na prostej, tzn. gdy {\displaystyle \Omega =[a,b]} (wykazał on, że funkcjom ciągłym odpowiadają – w sposób niejednoznaczny – funkcje o ograniczonym wahaniu, które można wykorzystać do sformułowania tezy twierdzenia. Całka pojawiająca się w tezie była całką Stieltjesa względem właśnie takiej funkcji). Przypadek, gdy {\displaystyle \Omega =[a,b]^{n}} został udowodniony w roku 1913 przez Johanna Radona.
Stefan Banach udowodnił to twierdzenie dla zwartych przestrzeni metrycznych w roku 1937, a rok później Andriej Markow dla przestrzeni normalnych. Kolejno w latach 1940 i 1941 dowody tego twierdzenia w przypadku przestrzeni całkowicie regularnych i przestrzeni zwartych podali A. D. Aleksandrow i Shizuo Kakutani.
Do innych twierdzeń reprezentacyjnych tego typu należy, na przykład, twierdzenie Riesza-Skorochoda.

### Przestrzeniecic0
Niech {\displaystyle c} i {\displaystyle c_{0}} oznaczają, odpowiednio, przestrzenie ciągów zbieżnych i ciągów zbieżnych do zera (z normą supremum). Wówczas przestrzenie {\displaystyle c^{*}} i {\displaystyle c_{0}^{*}} są izometrycznie izomorficzne z przestrzenią {\displaystyle \ell ^{1},} tj. przestrzenią ciągów sumowalnych. Mówią o tym poniższe twierdzenia Riesza dla przestrzeni {\displaystyle c_{0}} i {\displaystyle c.}

#### Twierdzenie Riesza dla przestrzenic0
Jeśli {\displaystyle x^{*}\in c_{0}^{*},} to istnieje dokładnie jeden ciąg {\displaystyle y=(s_{n})\in \ell ^{1}} taki, że
{\displaystyle x^{*}x=\sum _{n=1}^{\infty }t_{n}s_{n}}
dla każdego {\displaystyle x=(t_{n})\in c_{0}.} Z drugiej strony, odwzorowanie {\displaystyle x^{*}} określone powyższym wzorem jest funkcjonałem liniowym i ciągłym.

#### Twierdzenie Riesza dla przestrzenic
Jeśli {\displaystyle x^{*}\in c^{*},} to istnieje dokładnie jeden ciąg {\displaystyle y=(s_{0},s_{1},s_{2},\dots )\in \ell ^{1}} taki, że
{\displaystyle x^{*}x=ts_{0}+\sum _{n=1}^{\infty }(t_{n}-t)s_{n},}
dla każdego {\displaystyle x=(t_{n})\in c,} gdzie {\displaystyle t} jest granicą ciągu {\displaystyle (t_{n}).} Na odwrót, {\displaystyle x^{*}} określone powyższym wzorem jest funkcjonałem liniowym ciągłym. Biorąc pod uwagę powyższe dwa twierdzenia wygodnie jest dokonać utożsamienia
{\displaystyle c_{0}^{*}=c^{*}=\ell ^{1}.}

### PrzestrzenieLp
Niech {\displaystyle {\mathcal {A}}} będzie σ-ciałem podzbiorów pewnego niepustego zbioru {\displaystyle \Omega } oraz niech {\displaystyle \mu } będzie miarą σ-skończoną określoną na {\displaystyle {\mathcal {A}}.} Ponadto niech {\displaystyle p} będzie ustaloną liczbą z przedziału {\displaystyle [1,\infty ).} Niech
{\displaystyle L^{p}=L^{p}(\Omega ,{\mathcal {A}},\mu )}
oznacza przestrzeń zespolonych funkcji {\displaystyle {\mathcal {A}}}-mierzalnych, całkowalnych z p-tą potęgą. Jeżeli {\displaystyle \Omega =\mathbb {N} ,{\mathcal {A}}={\mathcal {P}}(\mathbb {N} )} oraz {\displaystyle \mu } jest miarą liczącą, to
{\displaystyle L^{p}(\Omega ,{\mathcal {A}},\mu )=\ell ^{p},}
skąd sformułowane niżej twierdzenie Riesza obejmuje także przypadek przestrzeni {\displaystyle \ell ^{p}} szeregów sumowalnych w p-tej potędze.

#### Twierdzenie Riesza
Jeśli {\displaystyle x^{*}\in X^{*},} to istnieje dokładnie jedna {\displaystyle {\mathcal {A}}}-mierzalna funkcja {\displaystyle y} taka, że
{\displaystyle x^{*}x=\int \limits _{\Omega }x(t)y(t)\mu (dt)}
dla każdego {\displaystyle x\in L^{p}.} Przy czym, gdy
- {\displaystyle 1<p<\infty ,} to {\displaystyle y\in L^{q}} oraz {\displaystyle \|x^{*}\|=\|y\|_{L^{q}},} gdzie {\displaystyle {\tfrac {1}{p}}+{\tfrac {1}{q}}=1,}
- {\displaystyle p=1,} to {\displaystyle y\in L^{\infty }} oraz {\displaystyle \|x^{*}\|=\|y\|_{L^{\infty }}.}

Wnioskiem z twierdzenia Riesza jest fakt, że przestrzeń sprzężona do {\displaystyle L^{p}} jest izometrycznie izomorficzna z {\displaystyle L^{q},} gdzie {\displaystyle {\tfrac {1}{p}}+{\tfrac {1}{q}}=1} (przyjmując ewentualnie umowę, że {\displaystyle {\tfrac {1}{\infty }}=0} – zob. wykładniki sprzężone). W związku wygodnie stosować utożsamienie, że
{\displaystyle (L^{p})^{*}=L^{q}.}
Wynik ten został zauważony i udowodniony po raz pierwszy przez Riesza w roku 1909 w przypadku, gdy {\displaystyle \Omega } jest przedziałem domkniętym na prostej z miarą Lebesgue’a oraz {\displaystyle 1<p<\infty .} Przypadek dla {\displaystyle p=1} udowodnił, w roku 1919, Hugo Steinhaus.

#### Przestrzeń sprzężona do przestrzeni ciągów ograniczonych
Jeżeli {\displaystyle x\in \ell ^{\infty },} tzn. {\displaystyle x} jest ciągiem ograniczonym, to jego zbiór wartości jest zawarty w pewnej kuli domkniętej {\displaystyle B.} Wówczas ciąg {\displaystyle x} można utożsamiać z funkcją
{\displaystyle x\colon \mathbb {N} \to B.}
Skoro {\displaystyle \mathbb {N} } jest przestrzenią dyskretną, a {\displaystyle B} przestrzenią zwartą (por. twierdzenie Heinego-Borela), to {\displaystyle x} jest funkcją ciągłą. Jeżeli {\displaystyle \beta \mathbb {N} } jest uzwarceniem Čecha-Stone’a przestrzeni {\displaystyle \mathbb {N} ,} to istnieje dokładnie jedno ciągłe przedłużenie {\displaystyle \beta x} funkcji {\displaystyle x} na {\displaystyle \beta \mathbb {N} } (postać {\displaystyle \beta x} nie zależy od wyboru kuli {\displaystyle B}). Innymi słowy, każdemu elementowi przestrzeni {\displaystyle \ell ^{\infty }} odpowiada pewien element przestrzeni {\displaystyle C(\beta \mathbb {N} ).} Odwzorowanie to jest wzajemnie jednoznaczne, ponieważ każda funkcja ciągła na przestrzeni zwartej {\displaystyle \beta \mathbb {N} } jest ograniczona (zob. twierdzenie Weierstrassa o kresach), a więc jeśli {\displaystyle y\in C(\beta \mathbb {N} ),} to również {\displaystyle y|_{\mathbb {N} }} jest ograniczona, czyli
{\displaystyle y|_{\mathbb {N} }\in \ell ^{\infty }.}
Co więcej, odwzorowanie to jest izometrią. Utożsamiając
{\displaystyle \ell ^{\infty }=C(\beta \mathbb {N} )}
można zastosować twierdzenie Riesza dla przestrzeni funkcji ciągłych, z którego wynika, że przestrzeń {\displaystyle (\ell ^{\infty })^{*}} jest izometrycznie izomorficzna z przestrzenią regularnych, zespolonych miar borelowskich na {\displaystyle \beta \mathbb {N} .}
W przypadku przestrzeni {\displaystyle L^{\infty }=L^{\infty }(\Omega ,{\mathcal {A}},\mu )} można uogólnić powyższą metodę szukania opisu {\displaystyle (L^{\infty })^{*}} zastępując uzwarcenie Čecha-Stone’a przestrzeni {\displaystyle \Omega } przestrzenią Stone’a {\displaystyle S} algebry miary {\displaystyle \mu ,} to znaczy przestrzeni Stone’a ilorazowej algebry Boole’a
{\displaystyle {\mathcal {P}}(\Omega )/{\mathcal {N}}_{\mu },}
gdzie {\displaystyle {\mathcal {N}}_{\mu }} jest ideałem podzbiorów {\displaystyle \mu }-miary zero zbioru {\displaystyle \Omega .} Wówczas {\displaystyle (L^{\infty })^{*}} można utożsamiać z przestrzenią regularnych, zespolonych miar borelowskich na {\displaystyle S.}

### Przestrzenie Sobolewa
Przestrzeń sprzężona do przestrzeni Sobolewa {\displaystyle W^{m,p}(\Omega )} dla {\displaystyle 1\leqslant p<\infty } jest izometrycznie izomorficzna z podprzestrzenią przestrzeni dystrybucji na {\displaystyle \Omega } o pewnych własnościach (podprzestrzeń ta jest wyposażona w normę związaną z normą w przestrzeni Sobolewa – przestrzeń dystrybucji nie jest przestrzenią normowalną).
Niech {\displaystyle \Omega } będzie otwartym podzbiorem przestrzeni {\displaystyle \mathbb {R} ^{k}} oraz {\displaystyle 1\leqslant p<\infty .} Dodatkowo niech {\displaystyle N} oznacza liczbę wszystkich wielowskaźników o długości (sumie) nie większej od {\displaystyle m,} tzn.
{\displaystyle N=\sum _{1\leqslant |\alpha |\leqslant m}~1,}
oraz {\displaystyle L_{N}^{p}=L^{p}\times \ldots \times L^{p},} czyli niech {\displaystyle L_{N}^{p}} będzie produktem {\displaystyle N} egzemplarzy przestrzeni {\displaystyle L^{p}.} Przestrzeń ta jest przestrzenią Banacha z normą
{\displaystyle \|(u_{1},\dots ,u_{N})\|=\left(\sum _{j=1}^{N}(\|u_{j}\|_{L^{p}})^{p}\right)^{\frac {1}{p}}.}
Przestrzeń {\displaystyle (W^{m,p}(\Omega ))^{*}} jest izometrycznie izomorficzna z podprzestrzenią {\displaystyle Y} dystrybucji {\displaystyle T} na {\displaystyle \Omega } takich, że
{\displaystyle T=\sum _{1\leqslant |\alpha |\leqslant m}~(-1)^{|\alpha |}D^{\alpha }T_{v_{\alpha }},}
dla pewnego {\displaystyle v=(v_{\alpha })_{1\leqslant |\alpha |\leqslant m}\in L_{N}^{q}} i {\displaystyle q} jest wykładnikiem sprzężonym do {\displaystyle p.} Ponadto
{\displaystyle \|T\|_{Y}=\inf \|v\|_{L_{N}^{q}},}
gdzie kres brany jest po wszystkich {\displaystyle v\in L_{N}^{q},} dla których {\displaystyle T} można przedstawić w powyższej postaci.
Istnieje jeszcze jeden sposób charakteryzacji przestrzeni {\displaystyle (W^{m,p}(\Omega ))^{*}} dla {\displaystyle 1\leqslant p<\infty .} Mianowicie, przestrzeń {\displaystyle (W^{m,p}(\Omega ))^{*}} można utożsamiać z uzupełnieniem przestrzeni {\displaystyle L^{q}:=L_{\sim }^{q}} wyposażonej w normę
{\displaystyle \|v\|_{L_{\sim }^{q}}=\sup\{\langle u,v\rangle \colon \,u\in W^{m,p}(\Omega ),\|u\|_{W^{m,p}(\Omega )}\leqslant 1\},}
tzn.
{\displaystyle (W^{m,p}(\Omega ))^{*}={\overline {L_{\sim }^{q}}}}
gdzie {\displaystyle q} jest wykładnikiem sprzężonym do {\displaystyle p.}

## Refleksywność a własność Radona-Nikodýma przestrzeni sprzężonej
Twierdzenie Phillipsa mówi, że każda przestrzeń refleksywna ma własność Radona-Nikodýma. Istnieje ścisła zależność między refleksywnością przestrzeni sprzężonej {\displaystyle X^{*}} (a więc w konsekwencji przestrzeni {\displaystyle X}) a posiadaniem przez nią własności Radona-Nikodýma. Zależność tę ilustruje poniższa tabela:
| {\displaystyle X^{*}} jest refleksywna jeśli:                   | {\displaystyle X^{*}} ma własność Radona-Nikodýma jeśli:           |
| --------------------------------------------------------------- | ------------------------------------------------------------------ |
| {\displaystyle X^{****}} jest ściśle wypukła                    |                                                                    |
| {\displaystyle X^{***}} jest gładka (ang. smooth)               | {\displaystyle X^{***}} jest ściśle wypukła.                       |
| {\displaystyle X^{**}} jest słabo lokalnie jednostajnie wypukła | {\displaystyle X^{**}} jest gładka                                 |
| {\displaystyle X^{*}} jest silnie gładka (ang. very smooth)     | {\displaystyle X^{*}} jest słabo lokalnie jednostajnie wypukła[23] |
| {\displaystyle X} jest jednostajnie wypukła                     | {\displaystyle X^{*}} jest silnie gładka                           |
gdzie przestrzeń {\displaystyle X} nazywana jest
- gładką, gdy dla każdego takiego elementu {\displaystyle x} przestrzeni {\displaystyle X,} że {\displaystyle \|x\|=1} istnieje dokładnie jeden taki element {\displaystyle x^{*}} przestrzeni {\displaystyle X^{*},} że {\displaystyle \|x^{*}\|=1} oraz {\displaystyle x^{*}x=1.}
- silnie gładką, gdy jest ona gładka oraz odwzorowanie {\displaystyle x\mapsto x^{*}} takie jak w powyższej definicji jest ciągłe w sensie słabej topologii w {\displaystyle X^{*}.}